# Kölns ärkestift
Kölns ärkestift (latin: Archidioecesis Coloniensis, tyska: Erzbistum Köln) är ett av sju katolska ärkestift i Tyskland. Det tillhör Kölns kyrkoprovins. Ärkebiskop är sedan 2014 kardinal Rainer Maria Woelki.
Ärkestiftet omfattar västra Nordrhein-Westfalen och norra Rheinland-Pfalz och omfattar 6182 km2.
Ärkebiskopens säte är beläget i Kölnerdomen, som dessutom är ärkestiftets domkyrka.